# Требеховичке јаслице
Требеховичке јаслице (чеш. Třebechovický betlém, познате и под називом чеш. Proboštův betlém) су уникатне јаслице које су направили Јозеф Пробошт (1849 — 1926), Јозеф Капуцијан (1841 — 1908) и Јозеф Фримл (1861 — 1946). Године 1999. проглашене су делом народне културне баштине. Сматрају се за изузетно уметничко, етнографско и техничко дело. Данас су јаслице у власништву града Требеховице под Оребом (чеш. Třebechovice pod Orebem) и налази се у локалном музеју јаслица.

## Историја
Јосеф Пробошт је почео са радом на овим јаслицама 1885. и то је трајало све до његове смрти 1926. Још 1882. почео је са својим пријатељима да прави мале јаслице за своју жену, али касније је одлучио да их повећа. Прве савете како се бавити резбарством и како израдити јаслице добио је од локалног резбара Јана Криштофа. Пробошт је хтео да то буду, „највеће и најлепше јаслице на свету, да може и аустријски цар из Беча да их посети“. Касније се сарадњи на изради придружио и резбар Јозеф Капуцијан, који је дошао у Требеховице након путовања по свету. Пробошт му је понудио помоћ, а за узврат тражио је само храну и смештај. Капуцијан је то прихватио и касније направио највећи део фигура за јаслице. Сам Пробошт није аутор већег дела фигура, али с друге стране, он се бавио углавном пејзажима (стабла, клисуре), архитектуром (куће, бедеми) и организацијом рада. Сечење свих већ наведених делова јаслица направљено је у Пробоштовој штали. Када је Пробошт завршио већи део библијског приказа, схватио је да није посветио довољно времена свом редовном послу и прекинуо је све радове на јаслицама. Касније је прихватио идеју да може у њима да оствари чак и свакодневницу чешког села и од тада није радио ни на чему другом сем њих. 
У граду су га неки људи подржавали, а неки други су му се смејали. На пример његов брат Карел, који је био секретар градоначелника града Требеховице, често је посећивао Пробошта и нудио му различите идеје за нове фигуре. Са сличним идејима долазили су код Пробошта чак и његове комшије, као што су на пример писар Купка, Фабијан, Черни и др. Сем тога, инспирацију су тражили у књигама о античкој историји, у чешкој редакцији Библије, или на разгледницама. Покретни механизам ових јаслица направио је Јозеф Фримл, познати локални секираш. Требеховичке јаслице су наставиле традицију такозваних „посних јаслица“, зато што осим Христовог рођења приказују чак и његово страдање, укључујући скидање са крста. После Капуцијанове смрти 1908. направљено је још мало фигура. Током Првог светског рата јаслице је мало прерадио Јан Седлачек, млади јасличар. Побољшани су пејзажи, покретни механизам, а неке фигуре замењене су бољима.

## Јаслице на изложбама
Још током Пробоштова живота јаслице су јавно изложене 1906. на изложби Земаљске уније занатлија (чеш. Zemská jednota řemeslnická) у селу Храст код Хрудима. Ту су веома позитивно прихваћене и Пробошт је добио диплому и златну медаљу „Рада и напретка“ (чеш. Práce a pokroku), али никакву подршку финансијске природе. Као што су у то време радили други резбари и аутори јаслица у Поткрконошју, Пробошт је желео да свој рад прикаже на различитим сељачким забавама. Тиме би на неки начин разрешио свој проблем, будући да је током прављења јаслица изгубио велике количине новца јер у том тренутку није довољно времена посветио свом послу. Године 1914. јаслице су биле на изложби у Хоцењу, граду у источној Бохемији. Када је Пробошт умро, његова породица их је избацила у стару шталу. Почетком 30-их година Пробоштова кћи Ана је са својим супругом Јозефом Моравцем одлучила да их прода.
Године 1934. јаслице су јавно изложене у Костелцу на Орлици, 1935. у Прагу, 1936. у Брну и 1937. у Братислави, Пјештјанима и Хлоховцу. Ову серију изложби прекинуо је Други светски рат. Касније су приказане и на светској изложби у Монтреалу 1967. где их је видело више од 8 милиона људи. Само једну годину касније, 1968, изложене су и у Хагу у музеју Мадуродам и 1970. на Ideal Home Show у Лондону. Свака од ових изложби завршила се великим успехом. Од 1972. јаслице је могуће видети само у посебно изграђеном музеју у Требеховицама, где се налазе чак и данас.

## Фигуре и механизам
Јаслице се састоје од више од 2000 делова, а на њима је приказано укупно 373 особе. Пејзаж је распоређен на укупно седам тераса у којима се налазе или библијске фигуре или занатлије, трговци и други ликови Бохемије с краја 19. века. Капуцијан и Пробошт су користили дрво од крушке, липе, и других врста. Фигуре су високе око 10 до 15 сантиметара и нису фарбане. Тиме се Требеховичке јаслице разликују од већине традиционалних јаслица, које су у Чешкој и често се појављују на различитим акцијама. Резбари нису хтели да их обоје зато што су хтели да покажу посебност свог рада.
Осим библијских ликова, те чешких занатлија и других добро познатих карактера Бохемије 19. века, Пробошт и Капуцијан су неке фигуре направили по лику становника Питрове улице, у којој су живели. Сам Пробошт је у јаслицама приказан као фигура резбара а Капуцијан као мудрац. У пејзажу је приказано шест стабала липа, типичан чешки мотив. Исусово рођење као централни део јаслица направљено је од једнога комада дрвета, дужине 6,9 м, висине 2,2 м и ширине 1,9 м.